# Segerstads socken, Öland

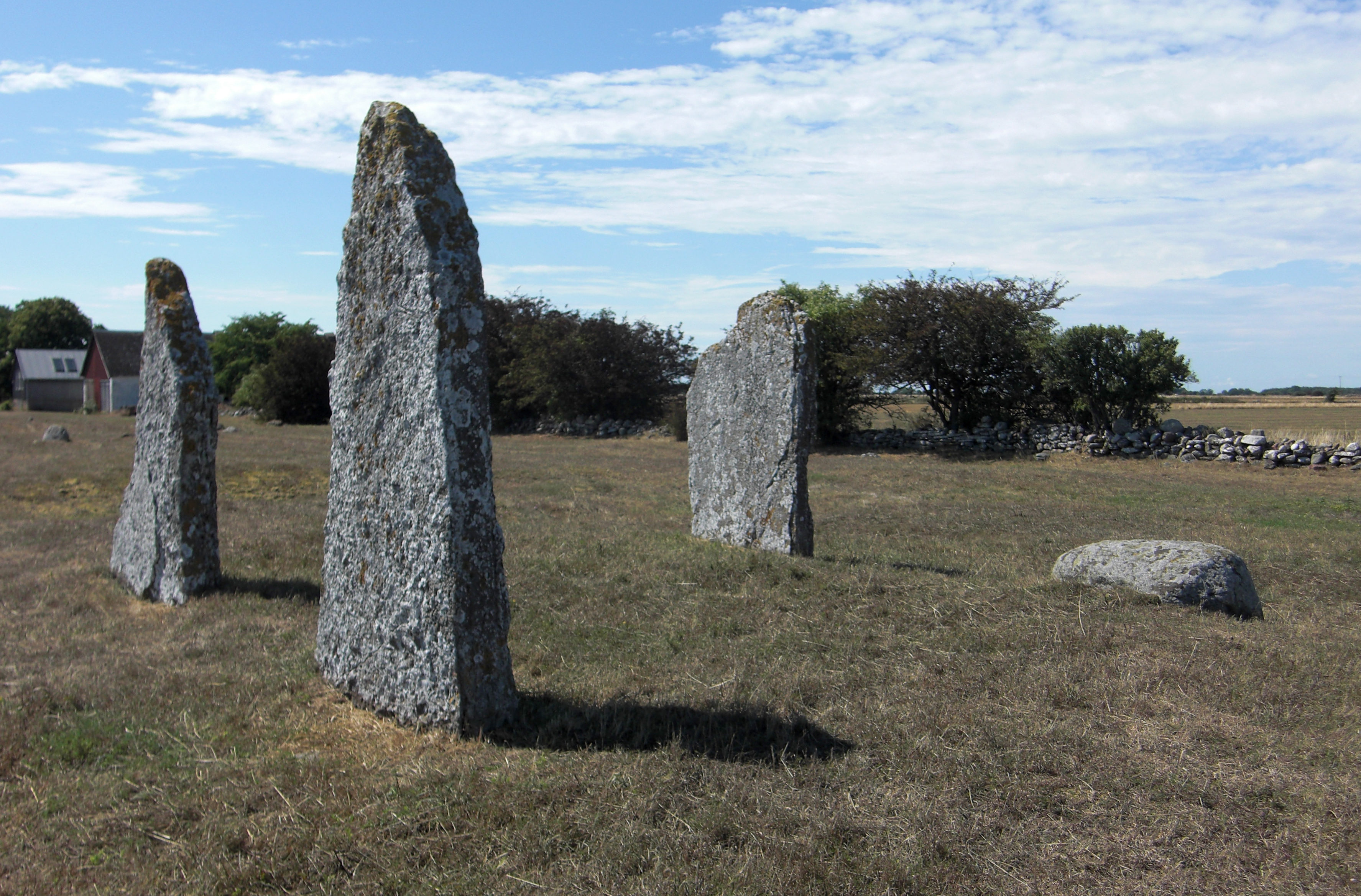
Resta stenar på Seby gravfält.

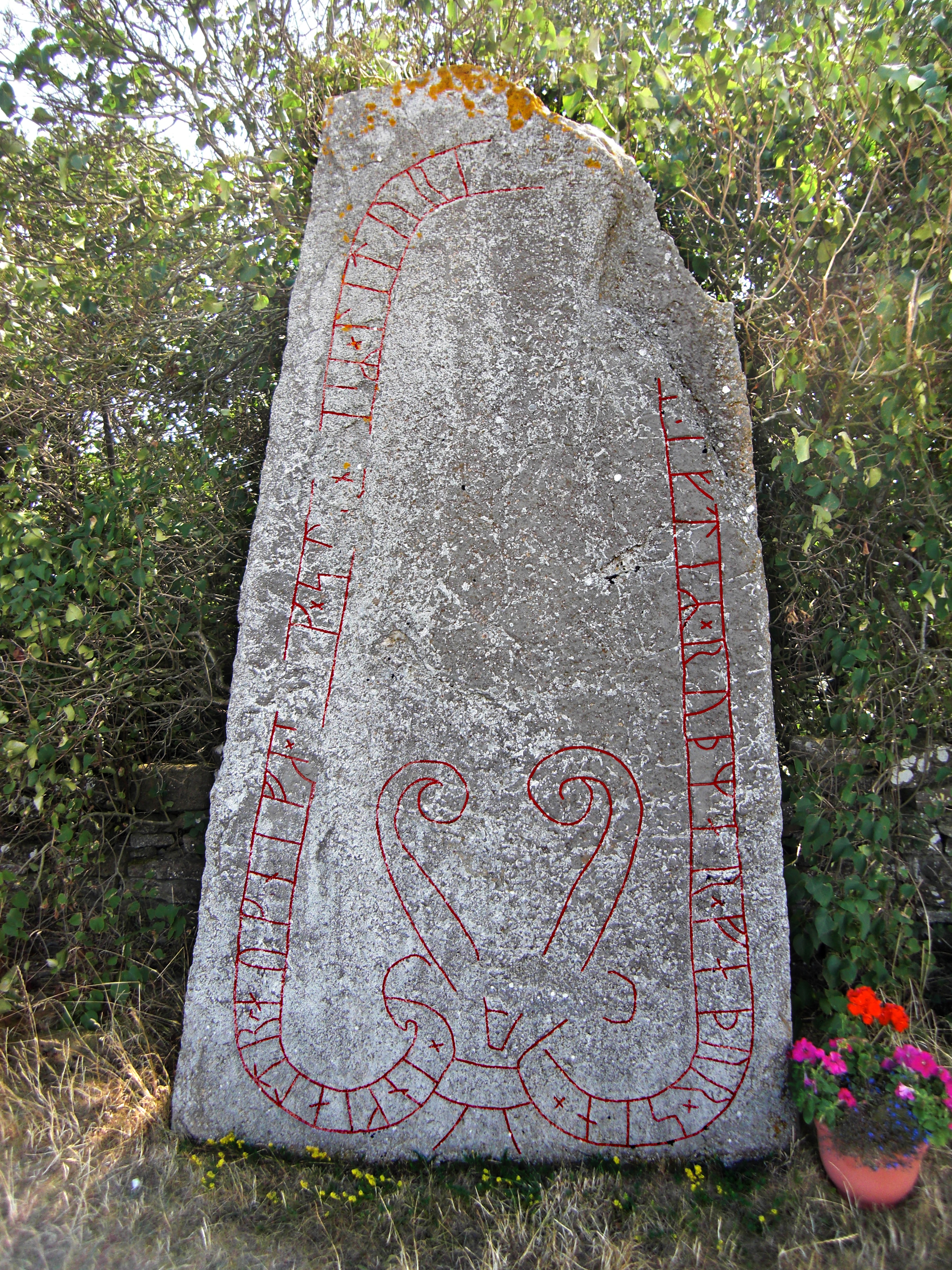
Ölands runinskrifter 18 vid Seby.

Segerstads socken på Öland ingick i Gräsgårds härad, ingår sedan 1971 i Mörbylånga kommun och motsvarar från 2016 Segerstads distrikt i Kalmar län.
Socknens areal är 33,05 kvadratkilometer allt land. År 2000 fanns här 94 invånare. Kyrkbyn Segerstad med sockenkyrkan Segerstads kyrka ligger i socknen. 

## Administrativ historik
Segerstads äldsta stenkyrka uppfördes någon gång före 1170. I skriftliga källor omnämns socknen första gången 1295 ('parrochie Sigarstad').
Vid kommunreformen 1862 övergick socknens ansvar för de kyrkliga frågorna till Segerstads församling och för de borgerliga frågorna till Segerstads landskommun. Denna senare uppgick 1952 i Ottenby landskommun och uppgick 1967  i Mörbylånga landskommun som 1971 ombidlades till Mörbylånga kommun. Församlingen uppgick 2002 i Sydölands församling.
1 januari 2016 inrättades distriktet Segerstad, med samma omfattning som församlingen hade 1999/2000. 
Socknen har tillhört samma fögderier och domsagor som Gräsgårds härad. De indelta båtsmännen tillhörde 2:a Ölands båtsmankompani.

## Geografi
Segerstads socken ligger på ostkusten på sydligaste Öland. Socknen är skoglös och består av odlingsbygd nedan landborgen och huvudsakligen av alvarmark ovan.
Vid kusten öster om landsvägen ligger Segerstads fyr, 22 meter hög, uppförd 1883 på initiativ av församlingens kyrkoherde Carl E. Sandgren.

## Fornminnen
Några boplaster från stenåldern, några gravrösen från bronsåldern och flera järnåldersgravar finns här liksom fornborgen Träby borg. Två runristningar har funnits vid Seby varav Ölands runinskrifter 18 står kvar.

## Namnet
Namnet (1285 Sigarstad), taget från kyrkbyn, består av ett förledet mansnamnet Sighar och efterledet stadhar, ställe.

## Personer från socknen
Socknens store son är "solmålaren" Per Ekström. Hans ateljé och barndomshem är ännu i familjens ägo. Hans grav finns på kyrkogården.

## Befolkningsutveckling
| Befolkningsutvecklingen i Segerstads socken, Öland 1750–1990                                             | Befolkningsutvecklingen i Segerstads socken, Öland 1750–1990 | Befolkningsutvecklingen i Segerstads socken, Öland 1750–1990 | Befolkningsutvecklingen i Segerstads socken, Öland 1750–1990 | Befolkningsutvecklingen i Segerstads socken, Öland 1750–1990 |
| --- | ------------------------------------------------------------ | ------------------------------------------------------------ | ------------------------------------------------------------ | ------------------------------------------------------------ |
| |                                                              |                                                              |                                                              |                                                              |
| År |                                                              |                                                              | Folkmängd                                                    |                                                              |
| 1750 | 1750                                                         |                                                              | 323                                                          |                                                              |
| 1760 | 1760                                                         |                                                              | 351                                                          |                                                              |
| 1769 | 1769                                                         |                                                              | 347                                                          |                                                              |
| 1780 | 1780                                                         |                                                              | 416                                                          |                                                              |
| 1790 | 1790                                                         |                                                              | 388                                                          |                                                              |
| 1800 | 1800                                                         |                                                              | 417                                                          |                                                              |
| 1810 | 1810                                                         |                                                              | 392                                                          |                                                              |
| 1820 | 1820                                                         |                                                              | 459                                                          |                                                              |
| 1830 | 1830                                                         |                                                              | 568                                                          |                                                              |
| 1840 | 1840                                                         |                                                              | 548                                                          |                                                              |
| 1850 | 1850                                                         |                                                              | 604                                                          |                                                              |
| 1860 | 1860                                                         |                                                              | 624                                                          |                                                              |
| 1870 | 1870                                                         |                                                              | 606                                                          |                                                              |
| 1880 | 1880                                                         |                                                              | 574                                                          |                                                              |
| 1890 | 1890                                                         |                                                              | 486                                                          |                                                              |
| 1900 | 1900                                                         |                                                              | 415                                                          |                                                              |
| 1910 | 1910                                                         |                                                              | 358                                                          |                                                              |
| 1920 | 1920                                                         |                                                              | 365                                                          |                                                              |
| 1930 | 1930                                                         |                                                              | 316                                                          |                                                              |
| 1940 | 1940                                                         |                                                              | 285                                                          |                                                              |
| 1950 | 1950                                                         |                                                              | 278                                                          |                                                              |
| 1960 | 1960                                                         |                                                              | 214                                                          |                                                              |
| 1970 | 1970                                                         |                                                              | 158                                                          |                                                              |
| 1980 | 1980                                                         |                                                              | 167                                                          |                                                              |
| 1990 | 1990                                                         |                                                              | 120                                                          |                                                              |
| Anm: Källor: Umeå universitet - Tabellverket 1749-1859, Demografiska databasen, CEDAR, Umeå universitet. |                                                              |                                                              |                                                              |                                                              |

### Fotnoter
1. 1 2 3  Svensk Uppslagsbok andra upplagan 1947–1955: Segerstad socken
2. 1 2  Harlén, Hans; Harlén Eivy (2003). Sverige från A till Ö: geografisk-historisk uppslagsbok. Stockholm: Kommentus. Libris 9337075. ISBN 91-7345-139-8
3. ↑  Det medeltida Sverige 4:3 Öland
4. ↑  ”Församlingar”. Statistiska centralbyrån. https://www.scb.se/hitta-statistik/regional-statistik-och-kartor/regionala-indelningar/forsamlingar/. Läst 30 december 2022.
5. ↑  Administrativ historik för Segerstad socken (Klicka på församlingsposten). Källa: Nationella arkivdatabasen, Riksarkivet.
6. 1 2  Sjögren, Otto (1931). Sverige geografisk beskrivning del 2 Östergötlands, Jönköpings, Kronobergs, Kalmar och Gotlands län. Stockholm: Wahlström & Widstrand. Libris 9939
7. 1 2 3  Nationalencyklopedin
8. ↑  Fornlämningar, Statens historiska museum: Segerstads socken, Öland
9. ↑  Fornminnesregistret, Riksantikvarieämbetet: Segerstads socken, Öland Fornminnen i socknen erhålls på kartan genom att skriva in sockennamn (utan "socken") i "Ange geografiskt område"